# دوري بوركينا فاسو الممتاز 2013
دوري بوركينا فاسو الممتاز 2013 (بالفرنسية: Championnat du Burkina Faso de football 2013)‏ هو موسم من دوري بوركينا فاسو الممتاز. كان عدد الأندية المشاركة فيه 16، وفاز فيه أسفا ينينغا.